# Prompt Global Strike
Prompt Global Strike är ett projekt som ämnar utmynna i en ersättare till atomvapen. Detta vapen består av en volframstav som accelereras till en sådan hastighet att den enbart med rörelseenergin förmår tränga djup in i byggnader alternativt slå ut fordon och personal inom ett stort område som ligger för nära den chockvåg som skapas vid nedslaget.